# Ona Narbutienė
Ona Narbutienė (* 26. Oktober 1930 in Kaunas; † 10. Juli 2007 in Vilnius) war eine litauische Musikwissenschaftlerin und Professorin an der Musik- und Theaterakademie Litauens. 1999 erhielt sie für ihre Verdienste den Litauischen Nationalpreis für Kunst und Kultur.

## Leben
Narbutienė wurde in die Familie eines litauischen Offiziers geboren und wuchs im Gutshof Čiūteliai bei Šilutė auf. Die Familie wurde auf der Flucht vor der Roten Armee auseinandergerissen, Narbutienė gelangte über Kaunas nach Vilnius. Dort fiel sie 1949 den Deportationen nach Sibirien zum Opfer. Sie wurde in die Oblast Irkutsk verschleppt, wo sie in einer burjatischen Kolchose und einer Ziegelfabrik arbeiten musste, bevor sie an der Musikschule von Irkutsk ihre Ausbildung fortsetzen und danach als Musiklehrerin arbeiten konnte. Nach dem Tode Stalins heiratete Narbutienė und konnte nach Litauen zurückkehren. Von 1955 bis 1960 studierte sie an der Musikakademie in Vilnius, dann spezialisierte sie sich auf Musikgeschichte.
Narbutienė war Autorin und Herausgeberin mehrerer Werke über litauische Komponisten und Persönlichkeiten des Musiklebens und Autorin zahlreicher Artikel über die litauische Musikgeschichte.
Narbutienė organisierte das Musikprogramm des Thomas-Mann-Festivals in Nida von seinen Anfängen 1995 bis 2007. Sie engagierte sich in den 2003 erfolgreichen Bestrebungen, die Tanz- und Sängerfeste Litauens, Lettlands und Estlands in die UNESCO-Liste der Meisterwerke des mündlichen und immateriellen Erbes der Menschheit aufzunehmen.